# Komisariat Straży Granicznej „Krotoszyny”
Komisariat Straży Granicznej „Krotoszyny” – jednostka organizacyjna Straży Granicznej pełniąca służbę ochronną na granicy polsko-niemieckiej w latach 1928–1939.

## Geneza
Na wniosek Ministerstwa Skarbu, uchwałą z 10 marca 1920 roku, powołano do życia Straż Celną. Od połowy 1921 roku jednostki Straży Celnej rozpoczęły przejmowanie odcinków granicy od pododdziałów Batalionów Celnych. Proces tworzenia Straży Celnej trwał do końca 1922 roku. Komisariat Straży Celnej „Jamielnik”, wraz ze swoimi placówkami granicznymi, wszedł w podporządkowanie Inspektoratu Straży Celnej „Działdowo”.
W drugiej połowie 1927 roku przystąpiono do gruntownej reorganizacji Straży Celnej. W praktyce skutkowało to rozwiązaniem tej formacji granicznej.
Rozkazem nr 1 z 12 marca 1928 roku w sprawach organizacji Mazowieckiego Inspektoratu Okręgowego Straży Granicznej Naczelny Inspektor Straży Celnej gen. bryg. Stefan Pasławski powołał komisariat Straży Granicznej „Krotoszyn”, który przejął ochronę granicy od rozwiązywanego komisariatu Straży Celnej. 
Na podstawie rozkazu Mazowieckiego Inspektora Okręgowego nr 4 z 27 kwietnia 1928 komisariat „Jamielnik”został zlikwidowany, a jego obszar włączony do komisariatu „Lipinki”. Tum samym rozkazem komisariat „Lipinki” przeniesiony został do miejscowości Krotoszyny.

## Formowanie i zmiany organizacyjne
Rozporządzeniem Prezydenta Rzeczypospolitej Polskiej Ignacego Mościckiego z 22 marca 1928 roku, do ochrony północnej, zachodniej i południowej granicy państwa, a w szczególności do ich ochrony celnej, powoływano z dniem 2 kwietnia 1928 roku  Straż Graniczną.
Rozkazem nr 1 z 12 marca 1928 roku w sprawach organizacji Mazowieckiego Inspektoratu Okręgowego Naczelny Inspektor Straży Celnej gen. bryg. Stefan Pasławski przydzielił komisariat „Krotoszyny” do Inspektoratu Granicznego nr 3 „Brodnica” i określił jego strukturę organizacyjną. 
Rozkazem nr 9 z 18 października 1929 roku w sprawie reorganizacji Mazowieckiego Inspektoratu Okręgowego komendant Straży Granicznej płk Jan Jur-Gorzechowski określił numer i nową strukturę komisariatu.
Rozkaz komendanta Straży Granicznej płk. Jana Jura-Gorzechowskiego z 10 maja 1938 roku w sprawie terminologii w odniesieniu do władz i jednostek formacji, wydany w związku z rozkazami KSG z 25 i 29 kwietnia 1938 roku,  przemianował inspektoraty graniczne na obwody Straży Granicznej z dodaniem nazwy miejscowości, w której jednostka stacjonuje. Jednocześnie nakazał używanie w stosunku do kierowników komisariatów i placówek nowych terminów: „komendant komisariatu” i „dowódca placówki”. Komisariat wszedł w skład struktury Obwodu Straży Granicznej „Brodnica”.
Rozkazem nr 5 z 3 marca 1939 roku w sprawie zmian organizacyjnych [...], komendant Straży Granicznej gen. bryg. Walerian Czuma wydzielił z komisariatu „Łasin” placówkę I linii „Lipinki” i przydzielił do komisariatu „Krotoszyny”.

## Służba graniczna
Siedziba komisariatu mieściła się w budynku skarbowym. W 1936 roku komisariat ochraniał granicę państwową na długości 32 kilometrów 500 metrów. Komisariat w swojej strukturze posiadał posterunek SG „Jabłonowo”.
Sąsiednie komisariaty:
- komisariat Straży Granicznej „Lubawa” ⇔ komisariat Straży Granicznej „Łasin” − 1928

## Funkcjonariusze komisariatu
| Kierownicy/komendanci komisariatu | Kierownicy/komendanci komisariatu | Kierownicy/komendanci komisariatu | Kierownicy/komendanci komisariatu |
| stopień                           | imię i nazwisko                   | okres pełnienia służby            | kolejne stanowisko                |
| --------------------------------- | --------------------------------- | --------------------------------- | --------------------------------- |
| podkomisarz                       | Mieczysław Witoszek               | – 18 VIII 1936                    | kierownik komisariatu Lubawa      |
| aspirant                          | Maksymilian Pomaski               | 18 VIII 1936 -27 VI 1937          | przeniesiony w stan nieczynny     |
| podkomisarz                       | Mieczysław Witoszek               | w kwietniu i maju 1937            |                                   |
| podkomisarz                       | A Konarzewski                     | w czerwcu 1937                    |                                   |
| komisarz                          | Stanisław Kozakiewicz             | 18 VIII 1937 -21 IV 1939          | stan nieczynny                    |
| aspirant                          | Ferdynand Tłoka                   | 21 IV 1939 –                      |                                   |
| Zastępcy komendanta komisariatu   |                                   |                                   |                                   |
| przodownik                        | Andrzej Kamiński                  | – 30 IV 1939                      |                                   |
| starszy strażnik podchorąży       | Ignacy Pisuliński                 | 1 V 1939 –                        |                                   |

Obsada komisariatu w 1936:
- kierownik komisariatu – pkom. Mieczysław Witoszek
- kierownik placówki „Radomno” – przod. Szymon Kwiatkowski
- kierownik placówki „Jamielnik” – przod. Zygmunt Wenzel
- kierownik placówki „Szwarcenowo”– przod. Marceli Janicki
- kierownik placówki „Fitowo” – przod. Jakub Zieliński
- kierownik placówki „Krotoszyny”– st. str. Władysław Haraziński
- kierownik posterunku „Jabłonowo” – st. str. Zygmunt Iżyk

## Struktura organizacyjna
Organizacja komisariatu w marcu 1928:
- komenda − Krotoszyny
- placówka Straży Granicznej I linii „Radomno”Pustki
- placówka Straży Granicznej I linii „Jamielnik”
- placówka Straży Granicznej I linii „Szwarcenowo”
- placówka Straży Granicznej I linii „Fitowo”
- placówka Straży Granicznej II linii „Krotoszyny”

Organizacja komisariatu w październiku 1929:
- 3/3 komenda − Krotoszyny
- placówka Straży Granicznej I linii „Radomno” Tabory
- placówka Straży Granicznej I linii „Jamielnik”
- placówka Straży Granicznej I linii „Szwarcenowo”
- placówka Straży Granicznej I linii „Fitowo” (w źródle – Witowo)
- placówka Straży Granicznej I linii „Sumin”
- placówka Straży Granicznej II linii „Krotoszyny”
- placówka Straży Granicznej II linii „Brodnica”

Organizacja komisariatu w 1933 i 1934:
- komenda − Krotoszyny
- placówka Straży Granicznej I linii „Wiśniewo”
- placówka Straży Granicznej I linii „Radomno”
- placówka Straży Granicznej I linii „Jamielnik”
- placówka Straży Granicznej I linii „Szwarcenowo”
- placówka Straży Granicznej II linii „Krotoszyny”
- posterunek Straży Granicznej Jabłonowo → zlikwidowany 22 marca 1937[25]

Organizacja komisariatu w 1939:
- komenda − Krotoszyny
- placówka Straży Granicznej I linii „Radomno” Tabory
- placówka Straży Granicznej I linii „Jamielnik”
- placówka Straży Granicznej I linii „Szwarcenowo”
- placówka Straży Granicznej I linii „Fitowo”
- placówka Straży Granicznej II linii „Krotoszyny”
- placówka Straży Granicznej II linii „Brodnica”